# Filialkirche Unterloibach

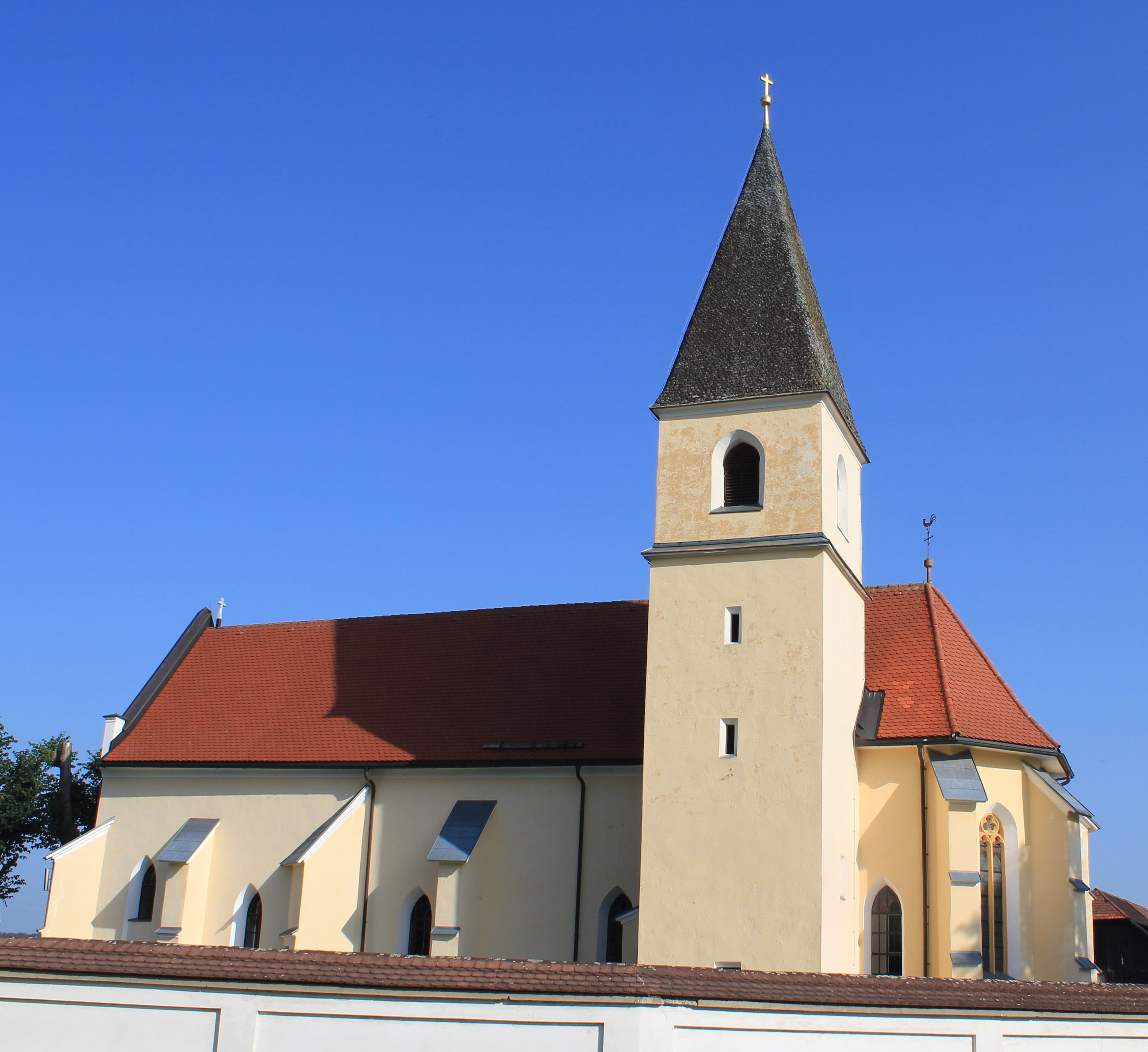
Filialkirche Unterloibach

Die Filialkirche Unterloibach in der Gemeinde Bleiburg ist dem Heiligen Andreas geweiht und gehört zur römisch-katholischen Pfarre Bleiburg. Im Friedhof (Kirchhof) um die Kirche befindet sich das Grab der Schriftstellerin Milka Hartman. Ein Denkmal mit einer trauernden Allegorie Kroatiens erinnert an die Auslieferung von hunderttausenden kroatischen Zivilisten, Angehörigen der regulären kroatischen Armee und einigen Ustascha-Soldaten durch die Briten an Tito-Jugoslawien am 14. und 15. Mai 1945.

## Baubeschreibung
Der Bau stammt aus der zweiten Hälfte des 15. Jahrhunderts mit einer westlichen Verlängerung des Langhauses um drei Joche von 1890. Den Chor stützen dreistufige Strebepfeiler. Im Süden schließt der gotische Kirchturm mit Pyramidendach an den Chor. Die Sakristei wurde im 19. Jahrhundert im Norden an den Chor angebaut.
Über dem Langhaus ruht ein sechsjochiges Netzrippengewölbe auf Konsolen vom Ende des 19. Jahrhunderts. Ein spitzbogiger, abgefaster Triumphbogen verbindet das Langhaus mit dem zweijochigen Chor mit Dreiachtelschluss, an der Chorschlusswand mit 1472 bezeichnet. Über dem Chor erhebt sich ein spätgotisches Netzrippengewölbe auf Konsoldiensten.

## Ausstattung
Alois Zoratti aus Marburg schuf 1914 den neobarocken Hochaltar. In der Mittelnische ist die Statue des Apostels Andreas aufgestellt. Über den Opfergangsportalen stehen die Skulpturen der Erzengel Rafael und Gabriel.
Am Antoniusaltar, dem rechten Seitenaltar von 1912 ist in der Mittelnische die Vision des Antonius von Padua als Hochrelief dargestellt. In den Seitennischen stehen die Figuren der Heiligen Antonius der Große und Rochus. Das als Hochrelief ausgeführte Herz-Jesu-Brustbild im Aufsatz wird von zwei knienden Engeln flankiert.
Am linken Seitenaltar von 1894 steht eine Muttergottesstatue.
Die Kanzel stammt vom Ende des 19. Jahrhunderts.